# Hilary Duff
Hilary Erhard Duff (Houston, 28 settembre 1987) è un'attrice, cantante, imprenditrice e scrittrice statunitense.
Dopo la fama ottenuta grazie alla serie televisiva Lizzie McGuire (2001-2004), è passata al grande schermo dapprima come co-protagonista in film come Una scatenata dozzina e War, Inc. e poi da protagonista in Lizzie McGuire - Da liceale a popstar, A Cinderella Story, Material Girls, Nata per vincere e Sharon Tate - Tra incubo e realtà. Dal 2015 al 2021 ha fatto parte del cast della serie televisiva Younger, per cui ha ricevuto due nomination al People's Choice Awards.
Parallelamente alla carriera di attrice, ne ha intrapresa anche una musicale, vendendo 20 milioni di dischi e raggiungendo cinque volte la Top 5, con due prime posizioni nella Billboard 200 statunitense. Il suo album di esordio Santa Claus Lane uscì nel 2002 per Walt Disney Records. Successivamente, passata a Hollywood Records, ottenne ampio successo con Metamorphosis (2003), Hilary Duff (2004), Most Wanted (2005) e Dignity (2007).
Dal 2015 è sotto contratto per RCA Records per cui ha pubblicato Breathe In. Breathe Out.
In collaborazione con Elizabeth Arden ha realizzato due profumi, oltre ad aver disegnato due linee d'abbigliamento insieme a Donna Karan per il suo marchio DKNY Jeans.
È infine autrice di una trilogia di romanzi, Elixir, Devoted e True, divenuti best seller.

## Biografia

### Infanzia e prime apparizioni televisive
Hilary Duff è nata a Houston in Texas il 28 settembre 1987, come seconda figlia di Robert Erhard Duff, proprietario di una catena di supermercati, e sua moglie Susan Colleen Cobb. Incoraggiata dalla madre a recitare a fianco della sorella più grande, Haylie Duff, entrambe le ragazze ottennero più parti in produzioni teatrali della zona. All'età di sei anni Hilary, con la sorella Haylie, partecipò al balletto Lo schiaccianoci con la compagnia Columbus BalletMet. Pochi anni dopo le sorelle si trasferirono con la madre a Los Angeles, in California.
Entrambe le sorelle Duff iniziarono la propria carriera con diverse audizioni e provini, ottenendo diverse parti in pubblicità televisive. La prima comparsa di Hilary in un film televisivo fu a 11 anni in Casper e Wendy - Una magica amicizia (1998), nella parte della streghetta buona Wendy che per caso incontra il personaggio animato di Casper, il fantasmino amichevole. L'anno successivo apparve in un ruolo secondario nel film televisivo Il rumore degli angeli (1999), ruolo che le fecevincere il Young Artist Award con la migliore performance in un film per la TV.

### Lizzie McGuiree il successo internazionale

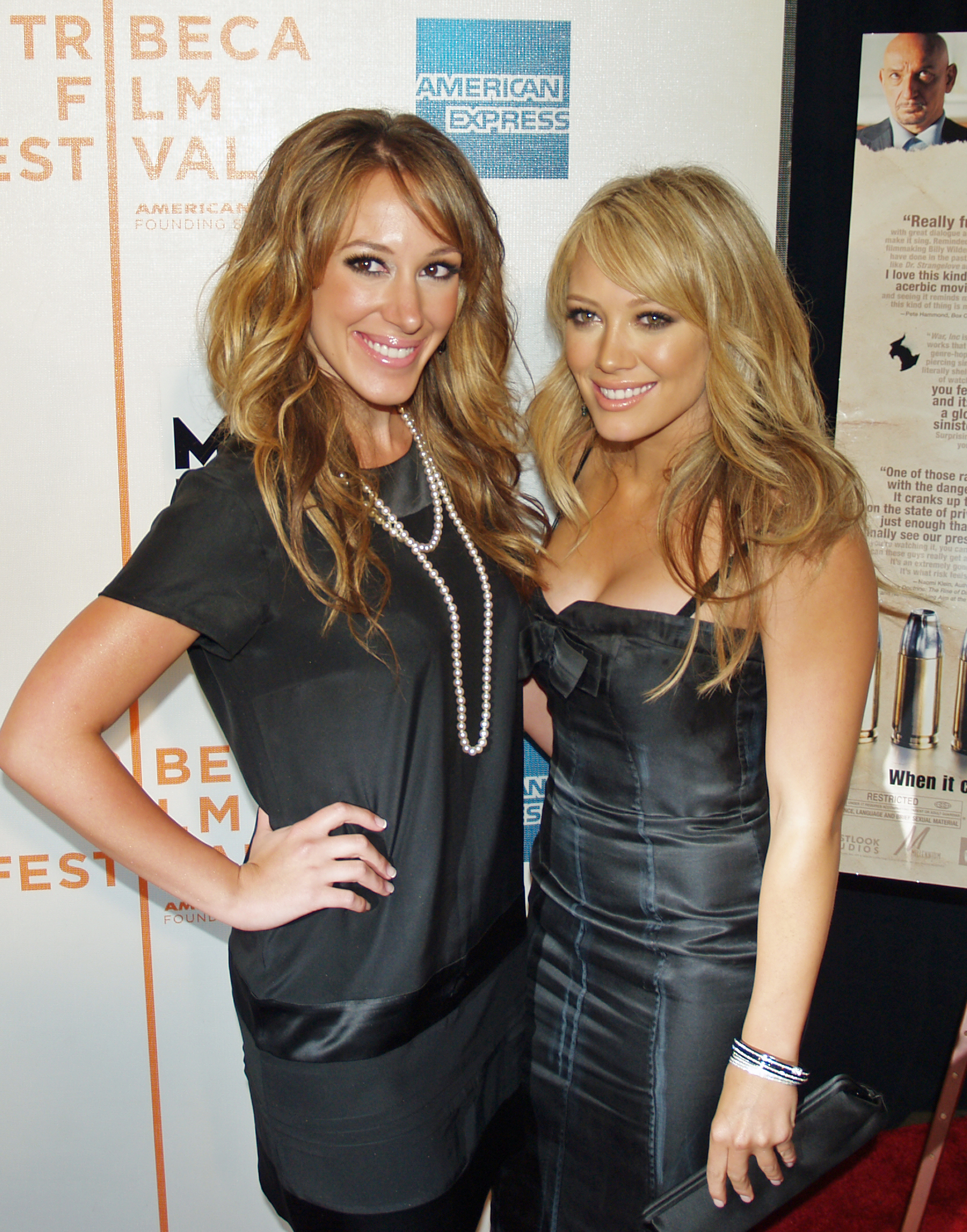
Hilary Duff con sua sorella Haylie

Dopo una breve apparizione nella serie televisiva Chicago Hope e nella sitcom Daddio - Mammi si diventa, la sua manager e madre, Susan Duff, riuscì a farle ottenere il ruolo di protagonista la nuova commedia familiare Lizzie McGuire per la Walt Disney Pictures. La serie televisiva, andata in onda per la prima volta su Disney Channel nel gennaio 2001, riscontrò un grande successo, con oltre 2,3 milioni di spettatori per episodio negli Stati Uniti. In quello stesso periodo, venne offerto alla giovane attrice di recitare in un film per la televisione prodotto da Disney Channel, dal titolo Cadet Kelly - Una ribelle in uniforme, che esordì con gli ascolti più alti mai raggiunti nella storia dell'emittente, con oltre 7,8 milioni di telespettatori.
Per Lizzie McGuire, la Duff registrò per la Walt Disney Records il brano I Can't Wait. Il successo del brano portò la casa discografica a pubblicare il primo album in studio di Hilary Duff a tema natalizio intitolato Santa Claus Lane. Uscito il 15 ottobre 2002 solo per il mercato statunitense, recependo la certificazione di disco d'oro superando le 500 000 copie, per poi essere lanciato nel mercato europeo ottenendo scarso successo. Il disco contiene cinque cover di brani natalizi e sei brani inediti, alcuni cantati esclusivamente dalla Duff, mentre altri sono duetti con vari artisti, come Christina Milian e la sorella Haylie Duff. Il primo singolo estratto dal disco, Tell Me a Story, è stato pubblicato il 14 ottobre 2002 ed è un duetto con Lil' Romeo, mentre il secondo singolo è stato l'omonimo Santa Claus Lane, pubblicato il 2 dicembre 2002.
Della serie televisiva furono girate due stagioni, tra il 2001 e il 2003, per un totale di 65 episodi, compreso del film conclusivo della serie Lizzie McGuire - Da liceale a popstar (2003). Per il film venne inoltre registrata una colonna sonora, che esordisce nelle top10 di Canada, Australia e Stati Uniti, dove viene certificata doppio disco di platino, sostenuta dal brano Why Not cantato dalla Duff. Il brano diviene il primo dell'artista a esordire nelle Top15 di Australia, Nuova Zelanda e Paesi Bassi. Il grande successo della serie, che vide un fatturato di oltre 100 milioni di dollari sostenuto dal merchandising che venne creato, portò la Disney a proporre il rinnovamento del contratto con la Duff per il proseguimento della serie per la ABC, ma l'attrice rifiutò la proposta per proseguire la carriera cinematografica autonomamente. Nell'edizione del 2003 dei Teen Choice Awards Hilary Duff vince il premio come attrice esordiente dell'anno

### Metamorphosis, Hilary Duffe nuovi progetti cinematografici e televisivi

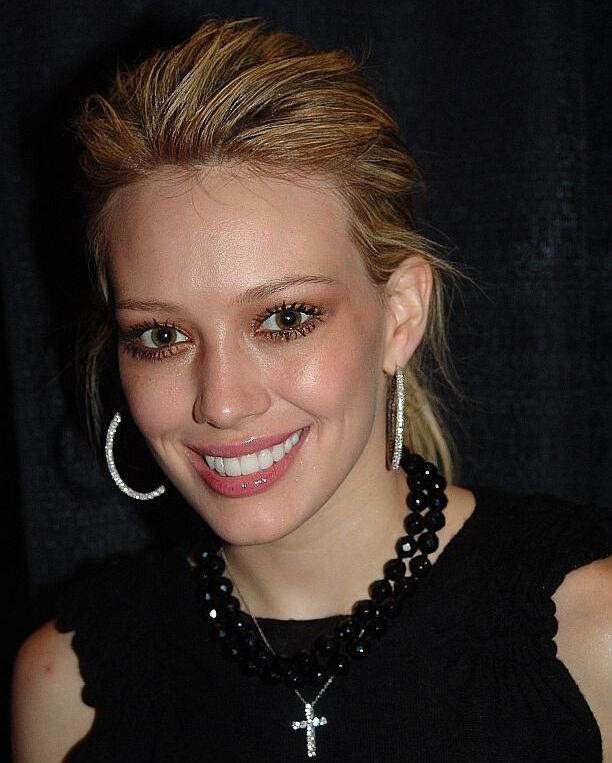
Hilary Duff nel 2005

Hilary Duff intraprese nel 2003 la carriere slegata dalla The Walt Disney Company, recitando come una dei dodici figli nel film commedia Una scatenata dozzina e nel film Agente Cody Banks, ottenendo ampio successo nel cinema americani ed europei. Il 26 agosto del 2003 pubblica con la Hollywood Records il secondo album in studio Metamorphosis, esordendo alla prima posizione della classifica statunitense e canadese, ottenendo successo anche in Australia, Giappone e Messico, vendendo oltre cinque milioni di copie in tutto il mondo. Il primo singolo estratto, So Yesterday, viene lanciato principalmente nel mercato europeo e australiano, generando alla cantante gli ingressi per la prima volta nelle top 10 di Regno Unito, Australia, Canada e Francia, Il 13 gennaio 2004 esce il secondo singolo Come Clean, che esordisce alla posizione numero 35 della Billboard Hot 100 e vende oltre 650 000 copie negli Stati Uniti, riavendo la certificazione d'oro dalla RIAA. Il video del brano viene nominato agli MTV Video Music Awards nella categoria Best Pop, mentre la cantante viene premiata ai World Music Award come nuova artista donna di maggior successo (Best Selling New Female Artist). Nell'edizione dei Radio Disney Music Awards 2004 ottiene sei premi, tra cui miglior artista donna (Best Female Artist) e miglior canzone (Best Song) per Come Clean.
Il terzo album di Hilary Duff è stato pubblicato esclusivamente per il mercato di Stati Uniti, Canada e Australia il 28 settembre 2004, esordendo alla seconda posizione della Billboard 200, il primo posto in Canada, e il sesto in Australia, venendo certificato disco di platino in tutti e tre i paesi, con oltre due milioni di copie vendute. Ha anticipato l'uscita dell'album il singolo Fly, pubblicato nell'agosto 2004, che entra nelle top 20 di Regno Unito, Italia, Canada e Nuova Zelanda. Il secondo singolo è The Getaway pubblicato nel novembre 2004, a dicembre è stato pubblicato il terzo singolo I Am. Il quarto singolo, pubblicato il 21 febbraio 2005, porta il titolo Someone's Watching over Me.
Nel corso del 2004 interpretò l'adolescente Sam in A Cinderella Story, prodotta dalla Warner Bros. Pictures, riscuotendo un notevole successo. Più tardi, nello stesso anno, recitò in Nata per vincere, dove impersonava Terry Fletcher, ottenendo il plauso della critica cinematografica, e prestò la sua voce per il doppiaggio di Princess Crystal del film d'animazione Alla ricerca di Babbo Natale.

### Most Wanted, Dignity

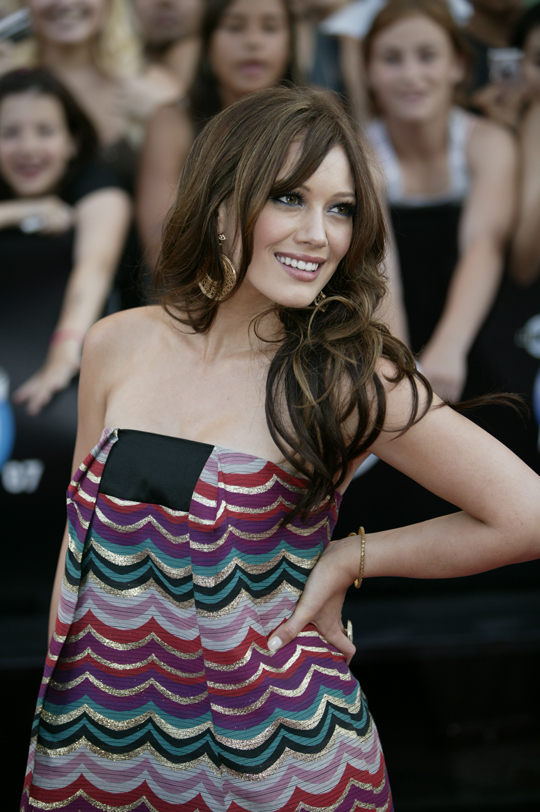
Hilary Duff ai MuchMusic Video Award 2007

Nel 2005 ha recitato nel telefilm The Perfect Man e riprende il suo ruolo nel sequel Il ritorno della scatenata dozzina. Inoltre, nell'agosto dello stesso anno ha presentato, sul canale FOX, la famosa premiazione dei Teen Choice Awards a fianco di Rob Schneider. Recita inoltre nel film commedia Material Girls, assieme alla sorella Haylie Duff.
Il quarto album, Most Wanted, viene distribuito sotto forma di Greatest Hits, contenente tre inediti e tre remix. A differenza dei tre album precedenti viene lanciato nei mercati internazionali, anticipato dal singolo Wake Up, che riscuote ampio successo nelle classifiche internazionali, esordendo nelle top10 di Italia, Regno Unito, Spagna e alla posizione numero 20 della European Hot 100 Singles. Negli Stati Uniti esordisce alla posizione numero 29 della Billboard Hot 100 ricevendo la certificazione di disco d'oro. L'album è stato pubblicato il 16 agosto 2005 negli Stati Uniti e Canada, dove raggiunge la prima posizione di entrambe le classifiche, mentre viene distribuito da ottobre in Europa, Giappone e Australia, dove entra nelle top10 di numerose classifiche, vendendo complessivamente oltre due milioni di copie. Il secondo singolo, Beat of My Heart, riscuote successo soprattutto in Italia esordendo all'ottava posizione. Negli Stati Uniti venne pubblicata un'edizione speciale dell'album Most Wanted dal nome Most Wanted: The Collector's Signature Edition dal quale venne estratto il singolo Supergirl, pubblicato il 28 febbraio 2006 nei soli Stati Uniti. Nell'estate del 2006 Hilary fece un tour toccando ogni parte del mondo dal nome Still Most Wanted Tour. Il tour riscosse un enorme successo, e in Italia, l'unico paese europeo ad avere due date consecutive, poiché i biglietti della prima data furono venduti tutti nei primi dieci giorni di vendita. La cantante pubblicò 4ever Hilary Duff, un album solo per l'Italia contenente canzoni inedite, pezzi remixati e live acustici. Durante la tappa del tour in Messico dello Still Most Wanted Tour, la Duff ha trovato il tempo di recitare anche in una puntata della soap opera Rebelde.
Il quinto album di Hilary Duff, Dignity, venne pubblicato il 22 marzo 2007 in contemporanea mondiale e negli Stati Uniti, vedendo la partecipazione nella produzione di Kara DioGuardi, Chantal Kreviazuk, Pink, Will.i.am. L'album esordisce alla terza posizione di Stati Uniti e Canada, esordendo inoltre nelle top10 di Italia, Irlanda e Giappone. Successivamente riceve la certificazione di disco doro dalla RIAA e dalla FIMI. Il singolo Play with Fire, pubblicato il 21 agosto 2006, è stato scritto e prodotto in collaborazione con Will.i.am ed è l'unico singolo della Duff a non essere entrato nella classifica della Billboard Hot 100 senza mai raggiungerne la vetta. In Europa il singolo viene sostituito con il brano With Love, pubblicato poi anche negli Stati Uniti, dove viene certificato disco d'oro. Il secondo singolo internazionale è Stranger pubblicato il 25 maggio 2007 in Italia, il 10 luglio 2007 negli Stati Uniti mentre il 3 settembre 2007 nel Regno Unito.

### Nuovi progetti come attrice e produttrice cinematografica

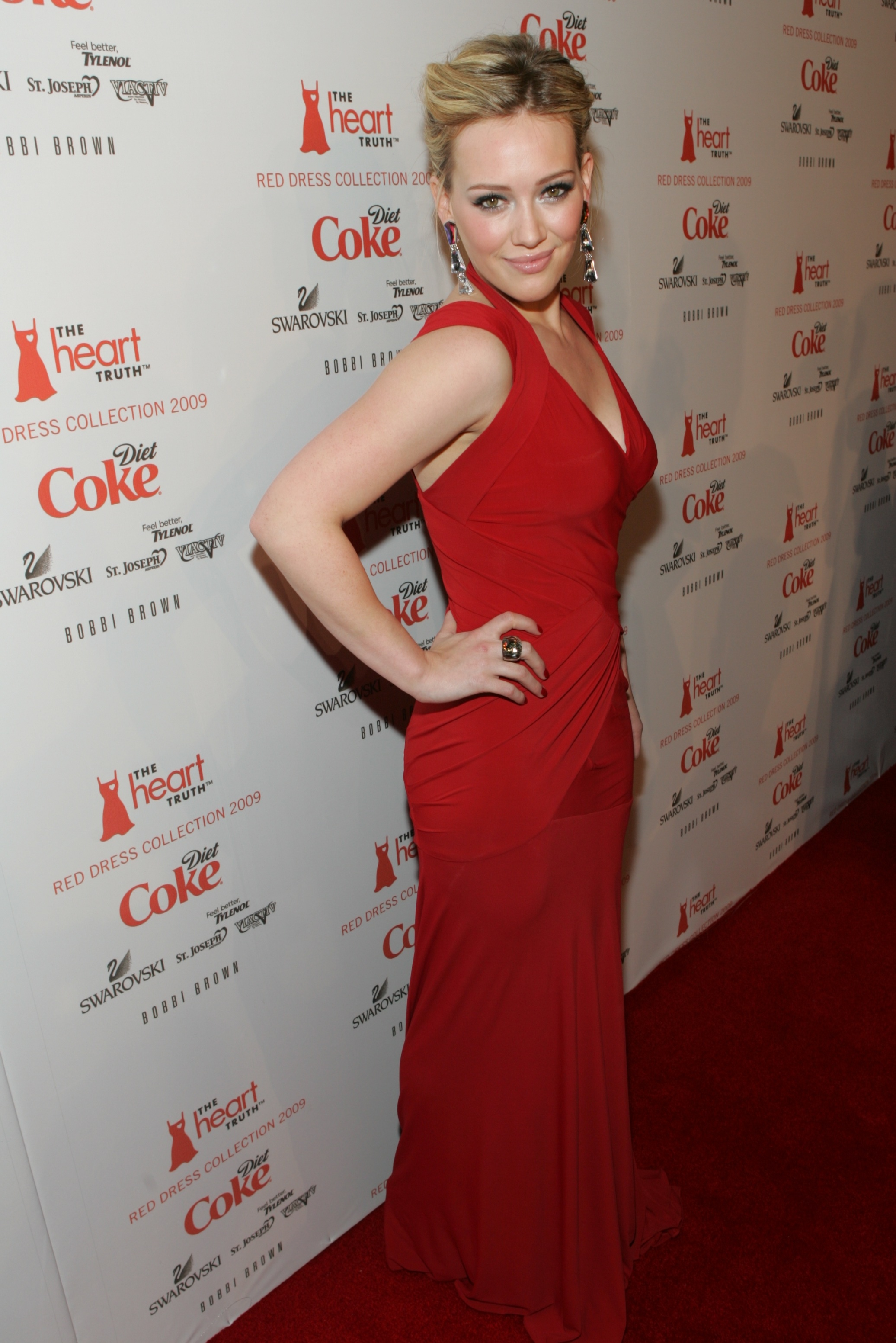
Hilary Duff al The Heart's Truth Red Dress Collection Fashion Show nel 2009

Il successivo lavoro cinematografico della Duff è stato War, Inc., in cui ha recitato al fianco di John Cusack, sua sorella Joan, Marisa Tomei e Ben Kingsley. La première del film è avvenuta a New York il 28 aprile 2008, in occasione del Tribeca Film Festival, dove War, Inc. ricevette una nomination. Sempre nello stesso anno la Duff è apparsa nella terza stagione della serie TV The Hills, accanto all'amica Hayden Panettiere.
Nell'anno l'artista annuncia un secondo album di greatest hits: Best of Hilary Duff. L'album contiene 12 tracce tra cui 4 inediti, Reach Out, Holiday e i loro rispettivi remix. L'uscita dell'album è avvenuta l'11 novembre in Stati Uniti e in Canada, al 3 dicembre in Giappone e al 23 gennaio 2009 in Italia. Nella versione europea, l'album contiene ben 16 tracce, di cui 7 brani inediti. Il singolo a esserne estratto è Reach Out. La Duff, nel gennaio 2009, in un'intervista per MTV, ha dichiarato di non esser mai stata d'accordo sulla creazione di questo Greatest Hits, ma che la sua ex casa discografica (la Hollywood Records) gliel'ha imposto.
Il 10 aprile 2009 Hilary Duff ha partecipato come guest star nel diciannovesimo episodio della quarta stagione della serie televisiva Ghost Whisperer, dal titolo Thrilled to Death, la puntata risulta essere la più seguita della serie con oltre 10 milioni di telespettatori. Il mese successivo fu presentato al Buffalo Niagara Film Festival What Goes Up, una commedia drammatica con protagonista la Duff, al fianco di Steve Coogan, Josh Peck, Olivia Thirlby e Molly Shannon, dove inoltre l'artista cura alcuni brani della colonna sonora.
Successivamente la Duff entrò a far parte del cast del film Stay Cool, al fianco di Winona Ryder, Mark Polish, Sean Astin, Chevy Chase e Jon Cryer. Nello stesso mese l'attrice ha partecipato a un episodio della decima stagione della famosa serie Law & Order - Unità vittime speciali. Nel settembre 2009 Hilary entra a far parte del cast di Gossip Girl, in cui ha interpretato Olivia Burke. L'11 dicembre 2009 fu proiettato nei cinema americani According To Greta, un film drammatico in cui la Duff recitò assieme al premio Oscar Ellen Burstyn, Michael Murphy, Melissa Leo ed Evan Ross, e di cui è produttrice esecutiva.
Nel corso del 2009 l'ormai ex casa discografica di Hilary Duff, la Hollywood Records pubblica l'ultimo lavoro della Duff, il suo primo album live. Registrato durante il concerto del Dignity World Tour del 15 agosto 2007 al Gibson Amphiteatre di Los Angeles.
Nel 2010 la Duff ha recitato nel film per la ABC Family, Un principe in giacca e cravatta, diretto da Gil Junger. Il 6 febbraio 2010 fu presentato al Santa Barbara International Film Festival, in prima assoluta, il film drammatico Bloodworth, basato sul romanzo Provinces of Night di William Gay. Nel cast, oltre a Hilary Duff, sono presenti Val Kilmer, Kris Kristofferson e Frances Conroy. Il film, diretto da Shane Taylor fu presentato a livello internazionale alla diciassettesima edizione dell'Austin Film Festival. A novembre dello stesso anno, la Duff ha recitato in un episodio della sitcom Community, nella quale ha interpretato la studentessa Meghan. Negli ultimi mesi del 2010 l'attrice girò un nuovo film, She Wants Me, con Charlie Sheen, Josh Gad, Aaron Yoo e Johnny Messner.

### Gravidanza, il ritorno conBreathe In. Breathe Out.e la serie televisivaYounger

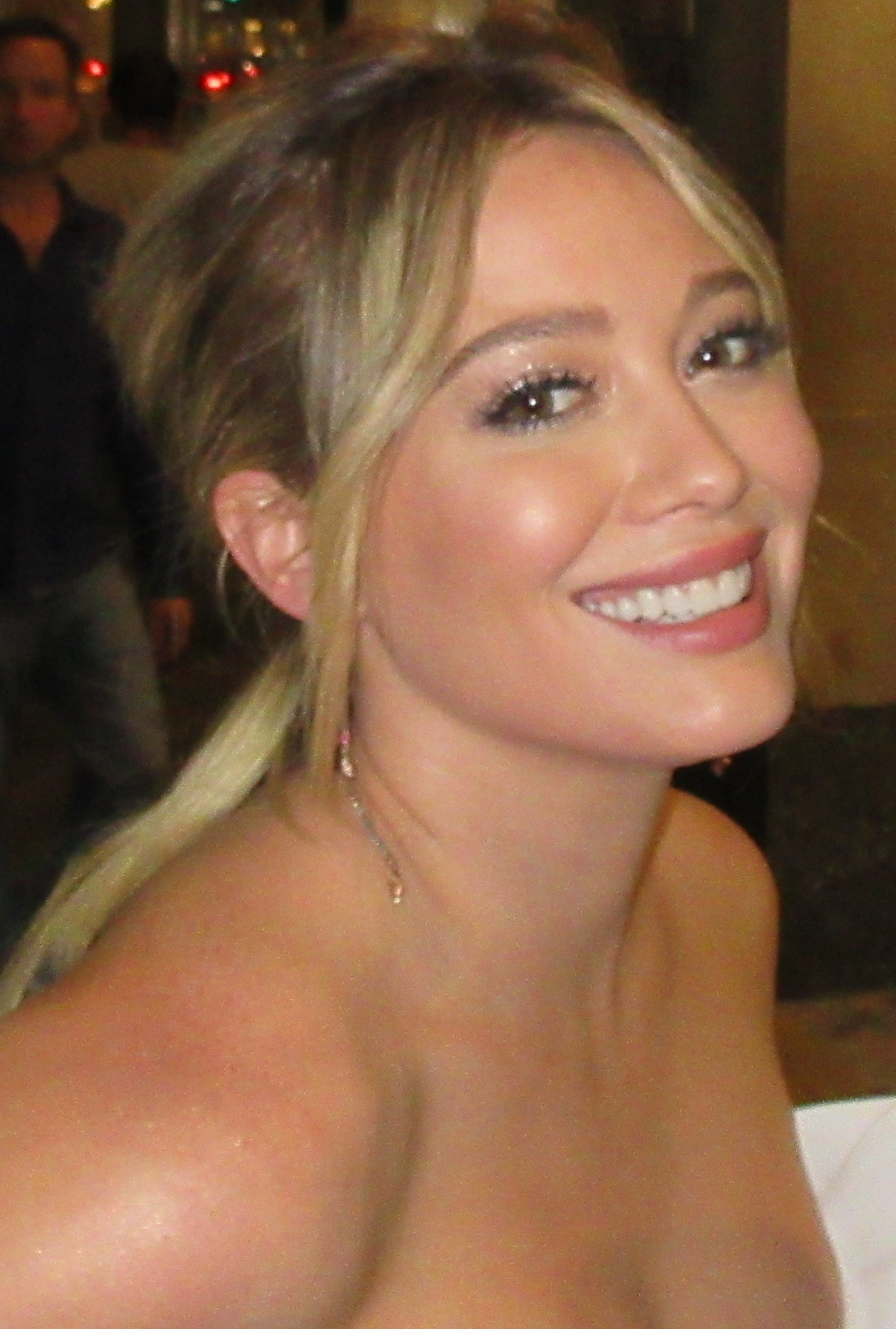
Hilary Duff nel 2017

Nel 2011 avrebbe dovuto interpretare il ruolo da protagonista in The Story of Bonnie and Clyde, ma fu sostituita in seguito all'annuncio della sua prima gravidanza. Nell'agosto 2012 Hilary Duff ha comunicato, tramite il suo account Twitter, di aver raggiunto un accordo con la 20th Century Fox per un comedy show televisivo nel quale sarà sia protagonista sia produttrice. L'attrice reciterà come guest star nel 20º episodio della terza stagione di Aiutami Hope!, la celebre sitcom creata da Greg Garcia. Il 6 agosto 2013 viene annunciata l'uscita di Wings, film d'animazione diretto da Olga Lopato in cui Hilary Duff doppia Windy e termina di recitare nel film Flock of Dudes, uscito nelle sale solo nel 2016.
Dal 2014 Hilary Duff entra a far parte del cast principale di una nuova serie televisiva intitolata Younger, prodotta da Darren Star, che ha esordito sul canale TV statunitense TV Land il 31 marzo 2015. Si tratta del primo ritorno dell'attrice in una serie televisiva come co-protagonista, ottenendo ampio successo, tanto da ricevere due nomine ai People's Choice Awards e Teen Choice Awards nel corso della serie.
Il 28 marzo 2014 Hilary Duff annuncia di aver firmato un contratto per realizzare il suo nuovo album con una nuova etichetta discografica, la RCA Sony. Il 23 luglio 2014, a sette anni di distanza dall'ultimo album discografico, la cantante annuncia, attraverso un comunicato stampa, il suo ritorno nello scenario musicale con il lancio di una prima canzone, che anticipa l'uscita dell'album (prevista per l'inizio del 2015). Il primo brano estratto dal disco è Chasing the Sun, scritto insieme a Colbie Caillat, Jason Reeves e Toby Gad, che segna il ritorno nella Billboard Hot 100 della cantante esordendo alla posizione 79 e comparendo nelle classifiche di Australia, Canada e Spagna. Il secondo singolo del nuovo album è All About You, pubblicato il 12 agosto 2014, che esordisce alla 20ª posizione della classifica australiana ricevendo successivamente la certificazione di disco d'oro. Il 7 aprile 2015 viene pubblicato il terzo singolo del nuovo album: Sparks, divenendo la sua quinta top 10 nella US Dance Club Songs ed esordendo alla posizione 93 della Billboard Hot 100, ricevendo successivamente la certificazione di disco d'oro in Messico. Il 12 giugno 2015 viene pubblicato l'album Breathe In. Breathe Out., che esordisce alla quinta posizione della Billboard 200 e Billboard Canadian Albums. Successivamente esce il singolo My Kind, il cui video riprende scene delle prove per la coreografia di Sparks e di registrazione dell'album.

### Disney+ e nuovi progetti
Nel 2018 ha annunciato che stava girando un film indipendente, poi rivelatosi intitolato Sharon Tate - Tra incubo e realtà. Il film è uscito nell'aprile del 2019, ottenendo il plauso della critica, tra cui sia ai Reel Independent Film Festival di Hollywood sia ai Golden Raspberry Award. Hilary Duff ha vinto i premi come migliore attrice per la sua interpretazione. Nel settembre 2018, è stato confermato che la Duff viene inserita nel cast di attori che presteranno la sua voce nel film d'animazione Meet Your Tooth Fairy, e nel settembre 2019 viene annunciata la registrazione dell'ultima serie di Younger, bloccata successivamente per la pandemia di COVID-19 per essere ripresa in futuro.
La Duff ha annunciato all'Expo D23 dell'agosto 2019 che riprenderà il suo ruolo di McGuire in un prossimo rilancio della serie sul nuovo servizio di streaming Disney+. A gennaio 2020 le riprese si sono fermate per alcune critiche mosse contro la produzione da parte dell'attrice e del produttore creativo Terri Minsky con Walt Disney Television.
Nel febbraio 2020 il produttore musicale RAC ha pubblicato la cover del brano Never Let You Go che vede cantare sia la Duff sia suo marito Matthew Koma. Una cover del successo dei primi anni 2000 della band Third Eye Blind, è la prima uscita musicale della Duff dopo la sua cover del 2016 di Little Lies per Younger. Nell'aprile 2021 annuncia che sarà protagonista di uno spinoff di How I Met Your Mother intitolato How I Met Your Father, sia interpretando il ruolo principale che producendo gli episodi previsti per la piattaforma Hulu.

## Vita privata
È stata legata sentimentalmente ai cantanti Aaron Carter e Joel Madden.
Nell'estate del 2007 inizia a frequentare Mike Comrie, giocatore canadese di hockey su ghiaccio dei Pittsburgh Penguins. Nel 2010 i due si sposano a Santa Barbara in California. Nel 2012 nasce il loro unico figlio Luca Cruz Comrie. Nel 2014 la coppia entra in crisi, per poi arrivare al divorzio nel 2016.
Nel 2015 inizia una relazione con il musicista Matthew Koma, conosciuto durante la lavorazione per il suo album Breathe In. Breathe Out. che il disc jockey ha prodotto; dalla loro unione nasce nel 2018 Banks Violet Bair. Nel 2019 Duff e Koma si sposano e nel 2021 nasce la secondogenita Mae James Bair. Il 3 maggio 2024 nasce la loro terzogenita Townes Meadow Bair.
E' discendente diretta di vari membri della nobiltà britannica, tra cui Alexander Spotswood, Catherine Carey e Roberto I di Scozia.

## Imprenditrice: moda, beauty e design

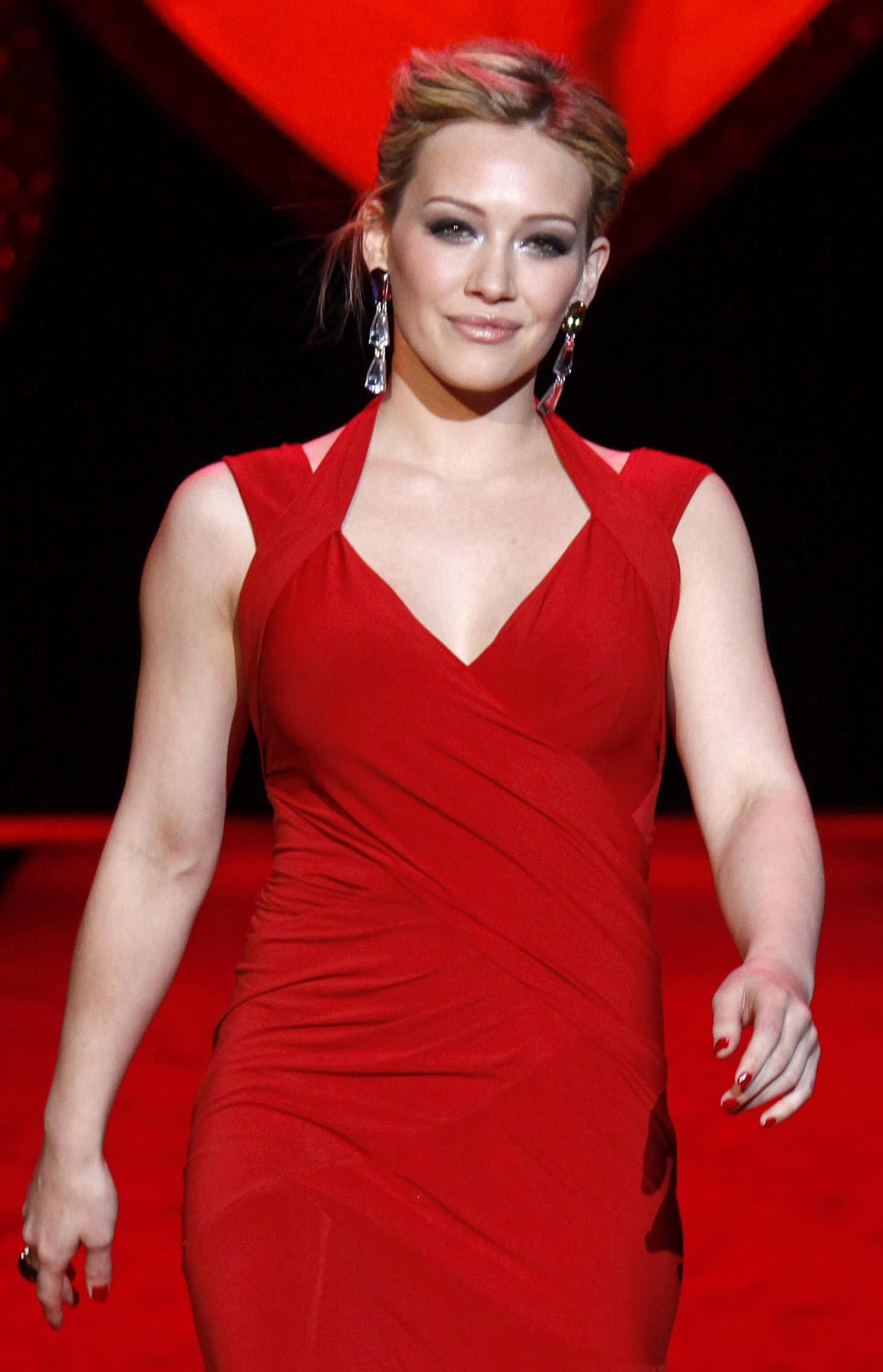
Hilary Duff al The Heart's Truth Red Dress Collection Fashion Show 2009

La cantante/attrice si è anche cimentata nel mondo della moda disegnando la sua linea d'abbigliamento personale, chiamata "Stuff by Hilary Duff". È stata lanciata il 12 marzo 2004 e distribuita in USA, dalla Target e, in Canada, dalla Zeller. Nel 2006 è stata lanciata una nuova collezione che ha già riscosso molto successo. Hilary Duff lavora anche in campo pubblicitario. È stata la ragazza immagine della Candies, una casa d'abbigliamento americana, e della Barbie, per le quali ha girato numerosi spot.
Il 28 settembre 2006, giorno del suo diciannovesimo compleanno, in America venne presentato il suo primo profumo, With Love. Sempre nel 2006 ha collaborato con la Tiger Electronics, sponsorizzando VideoNow e Massively Mini Media, due lettori digitali realizzati dalla compagnia, e con la EA Games per la partecipazione nel videogioco The Sims 2 Pets, dove è comparsa come un personaggio del gioco insieme alla sua cagnolina Lola.
Nel 2009 e 2010 ha collaborato con la stilista Donna Karan, disegnando una nuova linea per il marchio DKNY Jeans dal nome "Femme". Dopo il successo della linea autunnale, è stata disegnata e pubblicata l'omonima linea estiva. La Duff è tornata alla sua carriera di stilista insieme al marchio nel gennaio 2018, per la prima volta in nove anni da "Femme for DKNY".
Nel gennaio 2017, Duff è diventato uno degli investitori della linea cosmetica Kopari Beauty, insieme ad altre celebrità come Ashton Kutcher, Mila Kunis e Karlie Kloss.
Nel gennaio 2019, la Duff ha investito con la comica Chelsea Handler nella linea di cosmetici "Nudestix". Il suo investimento l'ha portata a lanciare il proprio kit di trucco chiamato "Daydreamer", nel settembre 2019. Nello stesso mese, grazie al successo della sua collezione di occhiali con GlassesUSA, la Duff ha lanciato un'edizione limitata della sua collezione "Bold Capsule". A novembre, Duff insieme a diverse altre celebrità, tra cui Patrick Schwarzenegger e Will Smith, sono stati nominati investitori nel prodotto virale per bambini "Cubcoat", raccogliendo un fatturato di 4,85 milioni di dollari. Ha anche lanciato una capsule collection sotto la linea di abbigliamento per bambini della sorella Haylie "Little Moon Society".
Nel novembre 2019, Duff è stata annunciata come nuovo co-proprietario e chief brand officer della linea di prodotti Naturalena Brands, comprendendti il marchio di prodotti per bambini "Happy Little Camper" e i prodotti per la cura femminile "Veeda". Il mese successivo ha lanciato la sua quarta capsule collection con GlassesUSA nell'ambito della sua collaborazione "AM/PM". Il 23 febbraio 2021 l'azienda di tutine Smash + Tess ha lanciato una collezione di tutine per le madri e i loro bambini piccoli assieme alla Duff, andata esaurita in pochi minuti.

## Libri

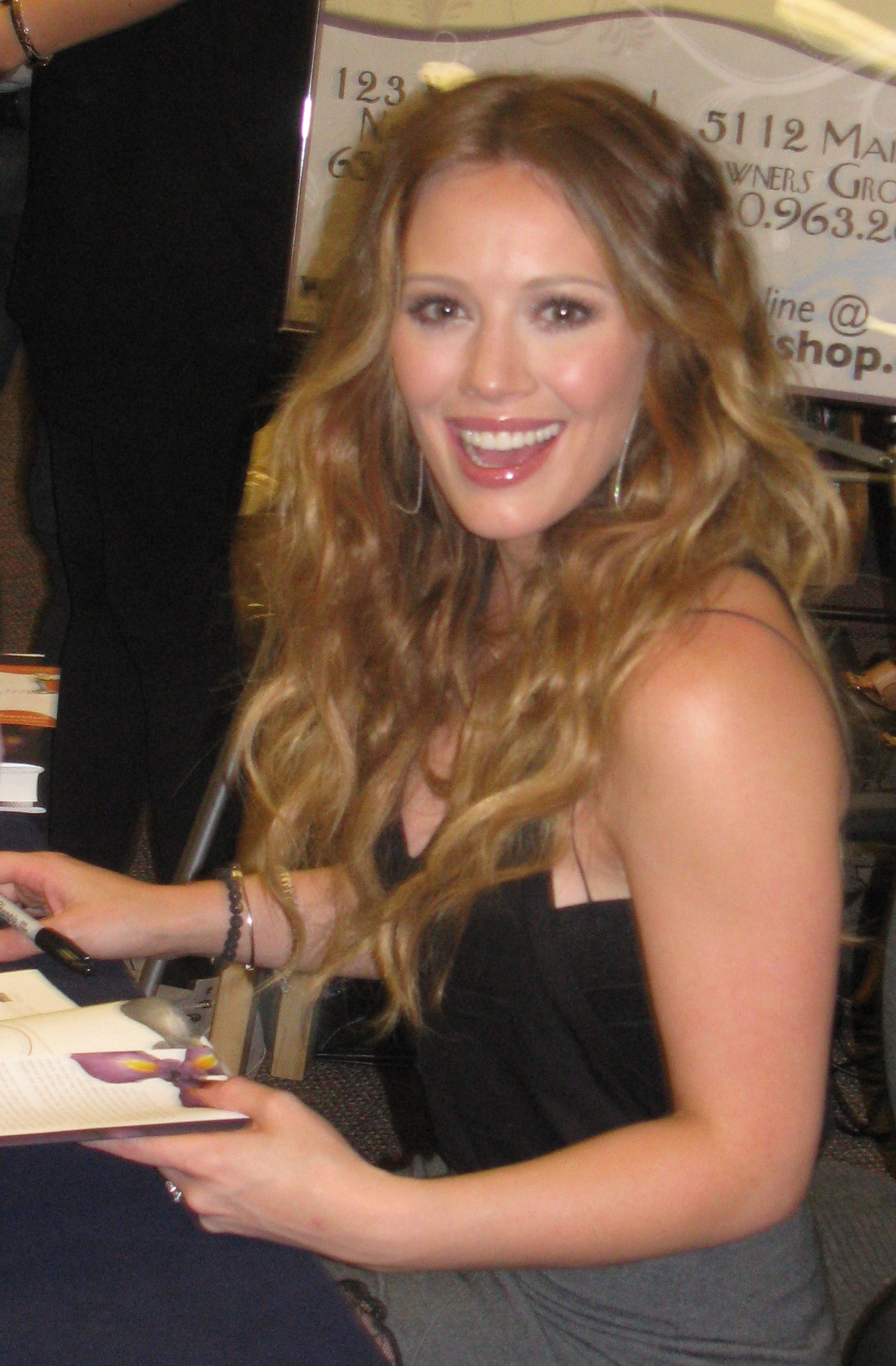
Hilary Duff durante un firmacopie nel 2010 per il suo libro Elixir

Il 12 ottobre 2010 esce negli Stati Uniti, per la casa editrice Simon & Schuster, Elixir, il primo libro scritto da Hilary Duff, in collaborazione con Elise Allen. Il libro, destinato a un pubblico di giovani adulti, racconta la storia di Clea Raymond, una diciassettenne che sogna di fare la fotoreporter. La ragazza, figlia di due genitori molto famosi, è alle prese con la misteriosa scomparsa del padre, un uomo politico in missione umanitaria. Il libro mescola l'elemento paranormale con quello fantasy. Diventato un best seller dopo solo una settimana, il libro è il primo di una serie di tre libri. Il secondo libro della trilogia, uscito l'11 ottobre 2011, s'intitola Devoted, mentre l'ultimo libro, True, è stato pubblicato ad aprile 2013.
Nel marzo 2021 viene pubblicato il libro per bambini My Little Brave Girl, scritto dalla Duff ed edito da Random House. Il libro ha debuttato al numero 8 della lista dei best seller del The New York Times, nella categoria dei libri illustrati per bambini.

## Filantropia
La Duff ha donato 250000 $ dollari alle vittime dell'uragano Katrina recandosi anche sul luogo del disastro. Inoltre ha donato 2 milioni di dollari alla Croce Rossa Americana per ricostruire alcuni villaggi e altri 50 000 $ dollari all'associazione benefica USA Harvest. Impegnata nel sociale, ha organizzato diversi concerti di beneficenza.
A luglio 2009 è stata nominata giovane ambasciatrice di Bogotà, la capitale della Colombia. La carica le è stata attribuita dal sindaco Samuel Moreno durante la missione che l'ha vista impegnata nella distribuzione di cibo ai bambini della città.
Ha aiutato diversi enti benefici nel corso degli anni e supporta oltre trenta cause.
È anche membro dell'organizzazione benefica per bambini Kids With A Cause, servendo nel comitato consultivo della stessa organizzazione e per la fondazione UNICEF Hepburn Child Benefit per la quale, il 16 ottobre 2012 ha partecipato a un evento pubblico chiamato Una Chiacchierata Con Hilary Duff trasmesso in diretta streaming in oltre 320 college in tutto il territorio americano.
Nel 2008 ha preso parte a uno spot per la campagna Think Before You Speak prodotto da Ad Council e GLSEN, entrambe organizzazioni no profit statunitensi, per prevenire l'uso di un linguaggio scorretto nei confronti della comunità LGBTQ+ da parte dei giovani..
Nel 2012, dopo la nascita del suo primo figlio, ha partecipato alla campagna di Johnson's Baby Care, includendo attività come mandare kit per l'igiene e la cura di sé stessi alle neo mamme sul territorio americano e, in collaborazione con Save the Children, raccogliere fondi per famiglie e bambini bisognosi.
Ha partecipato inoltre a diverse campagne benefiche online, come ad esempio la partnership con Claritin di Bayer e la partecipazione alla raccolta di aiuti per l'alluvione a Hanalei del 2018, grazie agli acquisti della sua collaborazione con Muse Muse x Hilary Duff Collection.
Nel 2017 ha partecipato all'iniziativa telethon per l'alluvione di Houston, Texas.
Nel 2020, a parte aver condiviso insieme a suo marito Matthew Koma una donazione per gli incendi in Australia, ha donato alle famiglie in difficoltà durante la pandemia da coronavirus prodotti per bambini del suo marchio Happy Little Camper.
La Duff è inoltre una sostenitrice dei diritti degli animali.
Supporta l'organizzazione americana Returning To Freedom, ed è ambasciatrice del The American Wild Horse Sanctuary.

## Filmografia

### Attrice

#### Cinema
- Casper e Wendy - Una magica amicizia (Casper Meets Wendy), regia di Sean McNamara (1998)
- Scherzi del cuore (Playing by Heart), regia di Willard Carroll (1999)
- Human Nature, regia di Michel Gondry (2001)
- Agente Cody Banks (Agent Cody Banks), regia di Harald Zwart (2003)
- Lizzie McGuire - Da liceale a popstar (The Lizzie McGuire Movie), regia di Jim Fall (2003)
- Una scatenata dozzina (Cheaper by the Dozen), regia di Shawn Levy (2003)
- A Cinderella Story (A Cinderella Story), regia di Mark Rosman (2004)
- Nata per vincere (Raise Your Voice), regia di Sean McNamara (2004)
- The Perfect Man, regia di Mark Rosman (2005)
- Il ritorno della scatenata dozzina (Cheaper by the Dozen 2), regia di Adam Shankman (2005)
- Material Girls, regia di Martha Coolidge (2006)
- War, Inc. (War, Inc.), regia di Joshua Seftel (2008)
- Stay Cool, regia di Michael Polish (2009)
- What Goes Up, regia di Jonathan Glatzer (2009)
- Greta (According to Greta), regia di Nancy Bardawil (2009)
- Bloodworth - Province della notte (Bloodworth), regia di Shane Dax Taylor (2010)
- She Wants Me, regia di Rob Margolies (2012)
- Flock of Dudes, regia di Bob Castrone (2015)
- Sharon Tate - Tra incubo e realtà (The Haunting of Sharon Tate), regia di Daniel Farrands (2019)

#### Televisione
- True Women - Oltre i confini del west (True Women), regia di Karen Arthur - film TV (1997) (non accreditata)
- Casper e Wendy - Una magica amicizia (Casper Meets Wendy), regia di Sean McNamara - film TV (1998)
- Il rumore degli angeli (The Soul Collector), regia di Michael Scott - film TV (1999)
- Chicago Hope - serie TV, episodio 6x17 (2000)
- Lizzie McGuire - serie TV, 65 episodi (2001-2004)
- Cadet Kelly - Una ribelle in uniforme (Cadet Kelly), regia di Larry Shaw - film TV (2002)
- American Dreams - serie TV, episodio 2x08 (2003) - solo esibizione canora
- George Lopez - serie TV, episodi 2x22-4x19 (2003-2005)
- Joan of Arcadia - serie TV, episodio 2x14 (2005)
- Ghost Whisperer - serie TV, episodio 4x19 (2009)
- Law & Order - Unità vittime speciali (Law & Order: Special Victims Unit) - serie TV, episodio 10x19 (2009)
- Gossip Girl - serie TV, 6 episodi (2009)
- Un principe in giacca e cravatta (Beauty & the Briefcase), regia di Gil Junger - film TV (2010)
- Community - serie TV, episodio 2x07 (2010)
- Aiutami Hope (Raising Hope) - serie TV, episodio 3x20 (2013)
- Due uomini e mezzo (Two and a Half Men) - serie TV, episodio 10x23 (2013)
- Younger - serie TV, 84 episodi (2015-2021)
- How I Met Your Father - serie TV, 30 episodi (2022-2023)

### Doppiatrice
- Alla ricerca di Babbo Natale (In Search of Santa), regia di William R. Kowalchuk Jr. (2004)
- Frasier - serie TV, episodio 11x12 (2004)
- Foodfight!, regia di Lawrence Kasanoff (2012)
- Wings, regia di Olga Lopato (2013)
- Dora l'esploratrice (Dora the Explorer) - serie TV, episodio 8x10 (2013)

### Produttrice
- Material Girls, regia di Martha Coolidge (2006) - produttrice
- Greta (According to Greta), regia di Nancy Bardawil (2009) - produttrice esecutiva
- Un principe in giacca e cravatta (Beauty & the Briefcase), regia di Gil Junger - film TV (2010) - produttrice
- Sharon Tate - Tra incubo e realtà (The Haunting of Sharon Tate), regia di Daniel Farrands (2019)

## Doppiatrici italiane
Nelle versioni in italiano dei suoi film, Hilary Duff è stata doppiata da:
- Perla Liberatori in Lizzie McGuire, Lizzie McGuire - Da liceale a pop star, A Cinderella Story, The Perfect Man, Material Girls, Gossip Girl, War, Inc., Un principe in giacca e cravatta, Aiutami Hope, Sharon Tate - Tra incubo e realtà
- Letizia Scifoni in Una scatenata dozzina, Il ritorno della scatenata dozzina, Greta, Younger, How I Met Your Father
- Federica De Bortoli in Cadet Kelly - Una ribelle in uniforme, Agente Cody Banks, Joan of Arcadia
- Letizia Ciampa in Casper e Wendy - Una magica amicizia, Nata per vincere
- Valentina Favazza in Law & Order - Unità vittime speciali
- Connie Bismuto in Human Nature
- Valentina Mari in Ghost Whisperer - Presenze
- Rachele Paolelli in Stay Cool
- Rossella Acerbo in Bloodworth - Province della notte

Da doppiatrice è sostituita da:
- Debora Magnaghi in Alla ricerca di Babbo Natale

## Discografia

### Album
- 2002 – Santa Claus Lane
- 2003 – Metamorphosis
- 2004 – Hilary Duff
- 2007 – Dignity
- 2015 – Breathe In. Breathe Out.

### Raccolte
- 2005 – Most Wanted
- 2006 – 4ever Hilary Duff
- 2008 – Best of Hilary Duff

## Premi e riconoscimenti
- Basenotes Award
  - 2008 – Candidatura per la miglior fragranza femminile per With Love… Hilary Duff
- Billboard Music Awards
  - 2003 – Candidatura per la migliore colonna sonora per The Lizzie McGuire Movie
  - 2003 – Candidatura per le migliori vendite di un singolo per So Yesterday
  - 2007 – Candidatura per la migliore artista dance-pop
- Blender Awards
  - 2007 – Canzone dell'anno per Stranger
- Bravo Otto
  - 2004 – Candidatura per la migliore attrice per Lizzie McGuire - Da liceale a popstar
- Disney Channel Kids' Awards
  - 2002 – Premio "Kids Awards"
- Fort Myers Beach Film Festival
  - 2003 – Artista debuttante dell'anno
- Juno Award
  - 2004 – Candidatura per l'album internazionale dell'anno per Metamorphosis
- MTV Europe Music Awards
  - 2005 – Candidatura per la migliore artista debuttante
- MTV Video Music Awards
  - 2004 – Candidatura per il miglior video musicale pop per Come Clean
- MTV Video Music Awards Latin America
  - 2004 – Candidatura per la migliore artista pop internazionale
  - 2005 – Candidatura per la migliore artista pop internazionale
  - 2007 – Candidatura per la migliore icona fashion femminile
- MuchLove Animal Benefit Awards
  - 2006 – Premio per l'impegno umanitario e l'attivismo nei confronti degli animali
- MuchMusic Video Awards
  - 2004 – Candidatura per il miglior video musicale internazionale per Come Clean
  - 2004 – Candidatura per la miglior artista internazionale
  - 2007 – Miglior artista internazionale
  - 2007 – Candidatura per il miglior video musicale internazionale per Hilary Duff
- Nickelodeon Kids' Choice Awards (Australia)
  - 2003 – Attrice TV preferita per Lizzie McGuire
  - 2004 – Attrice TV preferita per Lizzie McGuire
  - 2005 – Attrice cinematografica preferita per A Cinderella Story
  - 2006 – Attrice cinematografica preferita per The Perfect Man
  - 2006 – Artista internazionale preferito
  - 2007 – Candidatura per la cantante internazionale preferita
- Nickelodeon Kids' Choice Awards (Italia)
  - 2007 – Candidatura per l'artista internazionale preferita
- Nickelodeon Kids' Choice Awards (Regno Unito)
  - 2007 – Candidatura per la miglior cantante femminile
- Nickelodeon Kids' Choice Awards (Stati Uniti)
  - 2002 – Candidatura per l'attrice TV preferita per Lizzie McGuire
  - 2003 – Candidatura per l'attrice TV preferita per Lizzie McGuire
  - 2004 – Candidatura per l'attrice TV preferita per Lizzie McGuire
  - 2004 – Cantante femminile preferita
  - 2005 – Attrice cinematografica preferita per A Cinderella Story
  - 2005 – Candidatura per l'attrice TV preferita per Lizzie McGuire
  - 2005 – Candidatura per la cantante femminile preferita
  - 2006 – Candidatura per la cantante femminile preferita
  - 2023 – Candidatura per l'attrice TV preferita per How I Met Your Father
- People's Choice Awards
  - 2016 – Candidatura per l'attrice TV preferita per Younger
  - 2017 – Candidatura per l'attrice TV preferita per Younger
- Radio Disney Music Awards
  - 2001 – Miglior canzone per I Can't Wait
  - 2001 – Miglior colonna sonora per I Can't Wait
  - 2001 – Candidatura per l'artista più chiacchierato
  - 2002 – Miglior stile
  - 2003 – Miglior artista femminile
  - 2003 – Miglior canzone per So Yesterday
  - 2003 – Candidatura per la miglior canzone karaoke per So Yesterday
  - 2003 – Candidatura per la miglior canzone radiofonica per So Yesterday
  - 2003 – Candidatura per la miglior canzone dance per So Yesterday
  - 2004 – Miglior artista femminile
  - 2004 – Miglior attrice-diventata-cantante
  - 2004 – Cantante più stilosa
  - 2004 – Miglior canzone per Come Clean
  - 2004 – Candidatura per il miglior video musicale per Come Clean
  - 2004 – Candidatura per la miglior canzone da un film per What Dreams Are Made For
  - 2005 – Miglior artista femminile
  - 2005 – Candidatura per la cantante più stilosa
  - 2005 – Miglior canzone per Wake Up
  - 2005 – Candidatura per la miglior colonna sonora per Wake Up
  - 2006 – Candidatura per la miglior canzone dance per Beat of My Heart
  - 2007 – Miglior artista femminile
  - 2007 – Premio "Top40 migliori artisti"
  - 2007 – Miglior video per Stranger
  - 2007 – Miglior canzone per With Love
  - 2007 – Candidatura per la migliore canzone dance per With Love
- Razzie Awards
  - 2005 – Candidatura per la peggior attrice per Nata per vincere
  - 2006 – Candidatura per la peggior attrice per Il ritorno della scatenata dozzina
  - 2007 – Candidatura per la peggior coppia in un film per Material Girls
  - 2020 – Peggior attrice per Sharon Tate - Tra incubo e realtà
- Rolling Stone Music Awards
  - 2003 – Giovane artista dell'anno
- Seventeen Awards
  - 2009 – Icona di stile dell'anno
- Teen Choice Awards
  - 2003 – Candidatura per "bomba femminile"
  - 2003 – Miglior attrice cinematografica debuttante per Lizzie McGuire - Da liceale a popstar
  - 2003 – Candidatura per la miglior attrice cinematografica: Commedia per Lizzie McGuire - Da liceale a popstar
  - 2003 – Candidatura per la miglior attrice TV: Commedia per Lizzie McGuire
  - 2005 – Candidatura per la miglior attrice cinematografica: Commedia per A Cinderella Story
  - 2005 – Candidatura per la miglior chimica sullo schermo insieme a Chad Michael Murray in A Cinderella Story
  - 2005 – Candidatura per la miglior scena d'amore insieme a Chad Michael Murray in A Cinderella Story
  - 2006 – Candidatura alla miglior attrice cinematografica: Commedia per Il ritorno della scatenata dozzina
  - 2007 – Miglior canzone d'amore per With Love
  - 2010 – Miglior rubascena per Gossip Girl
  - 2017 – Candidatura per l'attrice TV dell'estate per Younger
  - 2019 – Candidatura per l'attrice TV dell'estate per Younger
- TMF Awards
  - 2004 – Miglior nuova artista
- TRL Awards
  - 2006 – Miglior nuova artista
  - 2007 – Candidatura per la miglior artista riempipiazza
  - 2009 – Candidatura per il miglior singolo numero 1 per Reach Out
- VH1 Awards
  - 2003 – Miglior artista debuttante
- Young Artist Award
  - 1999 – Candidatura per la miglior performance in un film per la televisione per Casper e Wendy - Una magica amicizia
  - 2000 – Miglior giovane attrice non protagonista per Il rumore degli angeli
  - 2002 – Candidatura per la miglior attrice in una serie TV comica per Lizzie McGuire
  - 2004 – Miglior cast corale in un film per Una scatenata dozzina
- World Music Award
  - 2004 – Migliori vendite per una nuova artista

## Profumi
- 2006 – With Love
- 2008 – Wrapped with Love